# Yard (entreprise)
Cet article concerne une entreprise française. Pour l'unité de longueur, voir Verge (unité).
 (août 2018).
Yard est une entreprise basée à Paris qui englobe agence de communication, média et production d’événements. Elle a été fondée en mars 2014 par Tom Brunet et Yoan Prat en partenariat avec la société de production et de distribution cinéma MK2. En 2017, YARD rejoint le groupe Sid Lee. 
En tant qu’agence, YARD compte parmi ses clients en 2017 Nike, Jordan, Converse, Uniqlo, Red Bull, le Paris Saint-Germain ou encore Beats by Dre. En tant que média, YARD crée du contenu sur différentes plateformes telles que son propre site média, sa chaîne YouTube pour des diffuseurs externes comme Netflix.
En tant que producteur d'événements, YARD a organisé différentes gammes d’événements, certains à Paris, comme au Grand Palais ou l’Olympia.

## Historique
Tom Brunet et Yoan Prat co-fondent en 2014 YARD, entreprise constituée par l’équipe originelle de la chaîne de télévision musicale OFIVE qui couvrait la scène musicale, chaîne créée en 2010 par Prat et dans laquelle Brunet était directeur marketing.
YARD reprend les trois expertises développées par l’équipe en tant que média, producteur d’événements et agence de communication. Cette plateforme multidisciplinaire créée par des acteurs de la culture actuelle évolue principalement dans la musique, la mode, l’art et le sport. 
YARD démarre en diffusant les interviews d’artistes confirmés dans le rap français (Lacrim, MHD, Niska, Kalash Criminel) et avec des interviews de plus grands noms (Booba, Cardi B, etc)[réf. souhaitée].

## Productions
L'entreprise organise les YARD Party dans le domaine des soirées hip-hop, passées progressivement du YOYO à l’Olympia, en passant par le Grand Palais.
Le 17 novembre 2016, YARD diffuse sur son site Ballon sur Bitume, un documentaire sur le street-football. Il est ensuite diffusé sur Netflix le 1er septembre 2017.
En 2018, YARD sort un documentaire de 28 minutes autour du footballeur du FC Barcelone et champion du monde français Ousmane Dembélé.